# Acerotella confusa
Acerotella confusa är en stekelart som först beskrevs av William Harris Ashmead 1894.  Acerotella confusa ingår i släktet Acerotella och familjen gallmyggesteklar. Inga underarter finns listade i Catalogue of Life.